# 未亡人ごろしの帝王
『未亡人ごろしの帝王』（ごけごろしのていおう）は、1971年公開の日本映画。製作：東映東京撮影所、配給：東映。
キネマ旬報のデータベースなど、『未亡人殺しの帝王』と一部漢字表記のものが多いが、封切り時のポスターには平仮名で『未亡人ごろしの帝王』と書かれている。またタイトルは『ごけごろしの帝王』と読む。タイトル命名は岡田茂東映プロデューサー。

## 概要
梅宮辰夫主演による“ 帝王シリーズ”第三作。前二作の斎藤武市の代わり、監督は内藤誠に変更された。
タイトル通り、梅宮扮する精力絶倫の主人公が後家たちをなで斬りする。

## キャスト
- 松山浩：梅宮辰夫
- 金井政雄：山城新伍
- 吉川銀子：八代万智子
- 横田源助：中村是好
- 横田奈々江：星野みどり
- 田辺甲太郎：ルーキー新一
- 栗林たか：宮城千賀子
- 鵜飼もとこ：園佳也子
- 向井初子：三原葉子
- 佐々本令子：根岸明美
- 静間春千代：久里千春
- 金髪の美女：サリー・メイ
- 栗林：安部徹
- 大村：小松方正
- 大村の手下：団巌
- 亀山：福山象三
- 浩の母親：初井言栄
- 医者：殿山泰司
- 浩の妹：木村弓美
- 千成軒のおやじ：遠藤辰雄
- 奈々江に誘われる酔っ払い：南利明
- 銭湯の主人 : 由利徹
- 詐欺師：潮健児

## スタッフ
- 監督：内藤誠
- 脚本：小野竜之助
- 企画：矢部恒
- 撮影：山沢義一
- 美術：北川弘
- 音楽：小杉太一郎
- 主題歌：梅宮辰夫「シンボルロック」
- 録音：宗方弘好
- 照明：桑名史郎
- 編集：祖田富美夫
- 助監督：岡本明久

## 製作
監督の内藤誠は「不良番長シリーズ」第8作、『不良番長 出たとこ勝負』1970年8月1日公開時に岡田茂に「お前はとかくカメラを振り回したり、技巧に走りすぎる。東映ドラマは人間ドラマでいけ」などと説教され、「不良番長シリーズ」の監督を降ろされ、「これからはお前にそういう作品を回す」と言われ、本シリーズの監督に回された。内藤は「岡田さんはすでに私の資質を見抜いていた」と話しているが、「当時は社員監督だから、そういう指示に従わなくちゃいけないわけ。本当はまだ"不良番長"をやりたかったんだけど」などと話している。ただ石井輝男からは「”帝王シリーズ”はずいぶん金をかけているみたいで面白いよ」といってもらえたという。

### キャスティング
吉川銀子役で出演する八代万智子は、東映ニューフェイスで梅宮と同期の入社で、梅宮が最初に艶ダネにされた人で、以降、梅宮は多くの女優や銀座のホステスなどと浮名を流し、“帝王シリーズ”で、プレイボーイイメージを決定的なものにした。

## 作品の評価
- 『週刊ポスト』は「この映画は、つまり梅宮の私生活を描いたものだ。いまや邦画界は、俳優個人の"恥部"を描く"ストリップティーズ時代"になっているのだ。かつては虚構を描くのが映画で、俳優個人の生活は別だった。今や、個人生活がそのまま映画になり、私生活の方が本人にも何か分からぬ虚構になってしまっている。とどのつまり、映画界は企画貧困という無能ぶりを証明している」などと評した[6]。

## 同時上映
『極悪坊主 飲む打つ買う』
- 監督：斎藤武市 / 主演：若山富三郎 / 脚本：本田達男・志村正浩